# Inceneritore di Spittelau

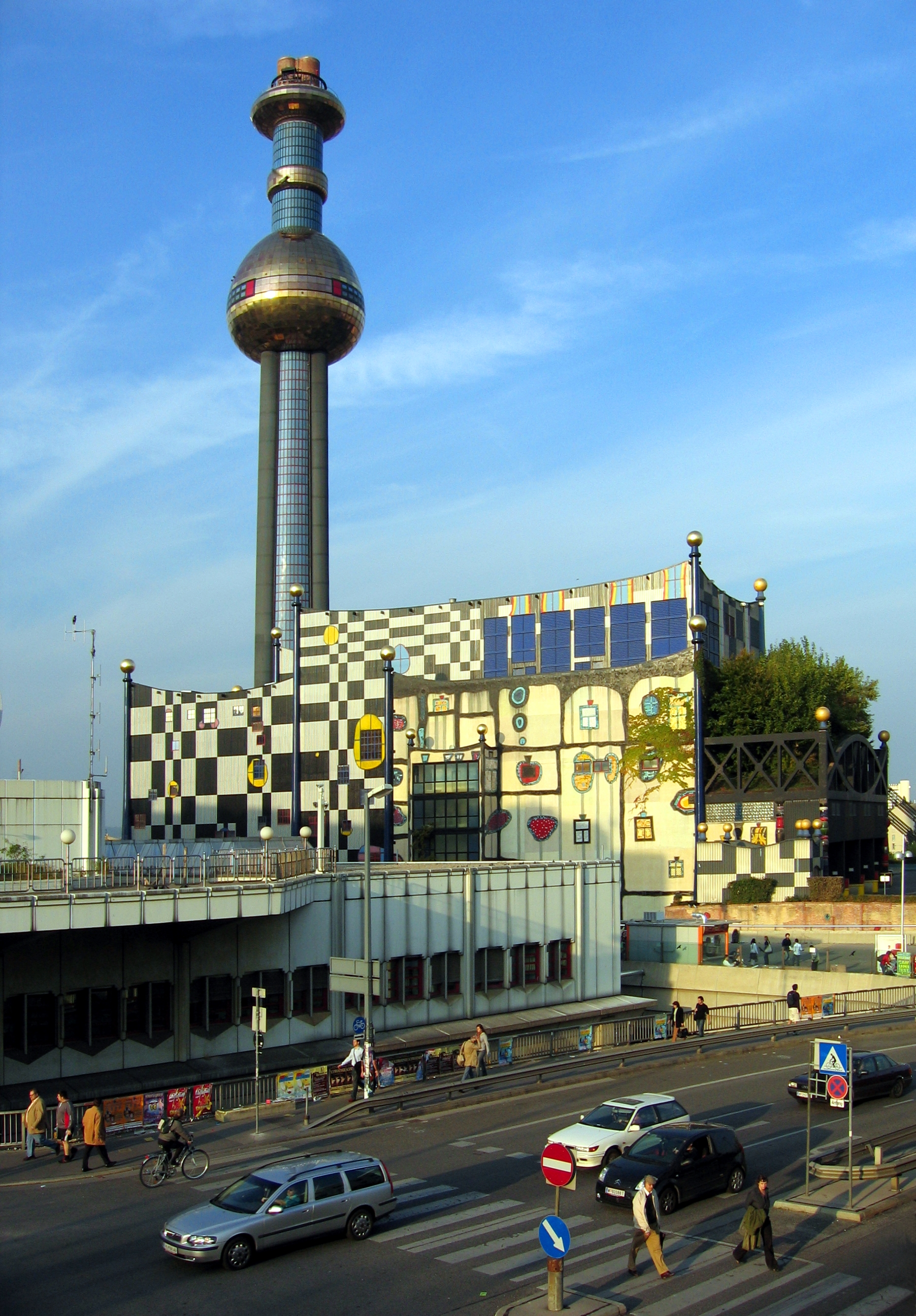
L'inceneritore di Spittelau

L'inceneritore di Spittelau (Müllverbrennungsanlage Spittelau) è un impianto di trattamento termico dei rifiuti della città di Vienna, completato nel 1971 e ridisegnato esternamente dall'architetto ed ecologista Friedensreich Hundertwasser dopo un incendio che lo aveva colpito nel 1987.

## Ubicazione
Si trova nella parte settentrionale del 9º distretto cittadino (Alsergrund) sul Donaukanal ed è uno dei tre impianti della "Energie Wien". Con una potenza di 460 MW, l'impianto è il secondo maggior produttore nel sistema di teleriscaldamento della città di Vienna. Fornisce calore al Nuovo Policlinico (Neue Allgemeine Krankenhaus), la cui posizione odierna è a circa 2 km di distanza dalla struttura.

## Adeguamenti
L'impianto è stato rinnovato con una modifica per l'abbattimento dei vapori (1986-1989) e con un sistema di denitrificazione e di riduzione della diossina (1989).
Nello stesso periodo, in seguito a un grande incendio nel 1987, l'aspetto esteriore di tutto l'impianto di teleriscaldamento fu ridisegnato dall'architetto Friedensreich Hundertwasser e spicca oggi tra gli edifici industriali che lo circondano, tanto da essere divenuto anche un'attrazione turistica della città. Un impianto di trattamento termico dei rifiuti in uno stile simile è stato costruito a Osaka, in Giappone.

## Capacità di trattamento e potenza erogata
L'impianto di trattamento termico dei rifiuti ha una capacità di flusso di 260 000 t all'anno ed è integrato nella rete e alla quale fornisce in media 60 MW di calore alla rete di teleriscaldamento. Inoltre, le caldaie ad acqua calda possono essere alimentate con cinque altri gas/idrocarburi a coprire una domanda di picco di 400 MW di potenza termica. La potenza elettrica è di 6 MW. In totale, ad esempio 40 000 MWh di energia elettrica e 470 000 MWh di energia prodotta per il teleriscaldamento. Questa quantità di calore è sufficiente a fornire calore per un anno a più di 60 000 famiglie a Vienna. Le emissioni di CO2 sono pari a 26 593 t nel 2009.